# Röste en Norrborns industriområde
Röste en Norrborns industriområde (Zweeds: Röste och Norrborns industriområde) is een småort in de gemeente Bollnäs in het landschap Hälsingland en de provincie Gävleborgs län in Zweden. Het småort heeft 70 inwoners (2005) en een oppervlakte van 48 hectare. Het småort bestaat uit de plaats Röste en het industrieterrein Norrborns industriområde.